# Falea
Falea è una piccola isola dell'Oceano Pacifico, appartenente alle Isole Shepherd nella provincia di Shefa, Vanuatu.
L'isola, situata 1,8 km a Nord-Ovest dell'isola di Tongariki, misura 1 km di lunghezza e 250 m di larghezza ed è disabitata.
La massima elevazione è di circa 100 m s.l.m.